# Ren
Ren je ve starověké egyptštině slovo s významem „jméno“. Podle představ Egypťanů nesloužilo pouze k označení určitého objektu, ale tvořilo přímo součást existence osoby, předmětu či jevu. U člověka tvořilo jednu ze složek jeho osobnosti. Se slovy jazyka a zejména se jmény proto bylo spojováno přesvědčení o magické moci nad označovaným a o magickém vědění o něm vyplývající ze znalosti jména.